# Gintingius robustus
Gintingius robustus is een hooiwagen uit de familie Epedanidae.